# Kermisoproer
Het kermisoproer van 1876 was een opstand in de Amsterdamse binnenstad in september 1876. De aanleiding was het niet doorgaan van de jaarlijkse kermis in september.

## Voorgeschiedenis
De jaarlijks terugkerende Amsterdamse kermis in september vond plaats in de buurt van de Botermarkt en Kaasmarkt, sinds 1876 respectievelijk Rembrandtplein en Thorbeckeplein. De kermis werd door de hele bevolking van de stad Amsterdam als een welkome afwisseling van hun bestaan beschouwd, ook doordat ze door deze kermissen kennismaakten met allerlei exotische taferelen (vrouw met baard, dwergen etc.).
In de loop der jaren was de kermis ook uitgegroeid tot een massaal volksfeest waarbij veel gedronken werd en veel gevochten. Er vonden ook buitenechtelijke vrijpartijen en orgieën plaats.

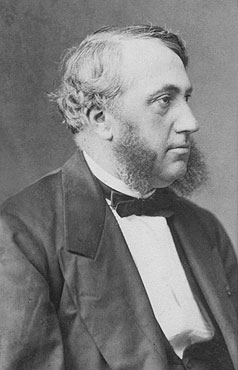
Cornelis den Tex, burgemeester van Amsterdam

De laatste ontwikkelingen waren een doorn in het oog van de stadsbestuurders en kerkgenootschappen. In mei 1871 behandelde de gemeenteraad van Amsterdam een voorstel van Burgemeester en Wethouders om de kermis in de jaren 1872 tot en met 1875 te beperken tot een week, en vanaf 1876 helemaal geen stedelijke kermis meer te houden. Buurtkermissen bleven toegestaan. Het voorstel werd met 24 stemmen voor en 3 stemmen tegen aangenomen. Deze vroege bekendmaking had tot doel degenen die belangen hadden bij de kermis, ruim van tevoren in te lichten.

## Aanloop naar het oproer
Het onbegrip onder de bevolking was groot. De lagere klassen, die meenden dat de rijken een heel jaar kermis hadden en nu het jaarlijkse verzetje aan de armen ontzegden, begonnen geleidelijk aan hun ongenoegen te uiten. Vooral burgemeester C.J.A. den Tex moest het ontgelden. Via verspreiding van briefjes en opplakken van affiches werden burgers opgeroepen zich te verzetten tegen de beslissing van de afschaffing.
Een van de bekendste protesten werd verwoord via een vers, dat ook door heel de stad werd verspreid:
Kermis moet er wezen,

Kermis moet er zijn,

Anders mag de Burgemeester vreezen,

En Thorbecke van het plein

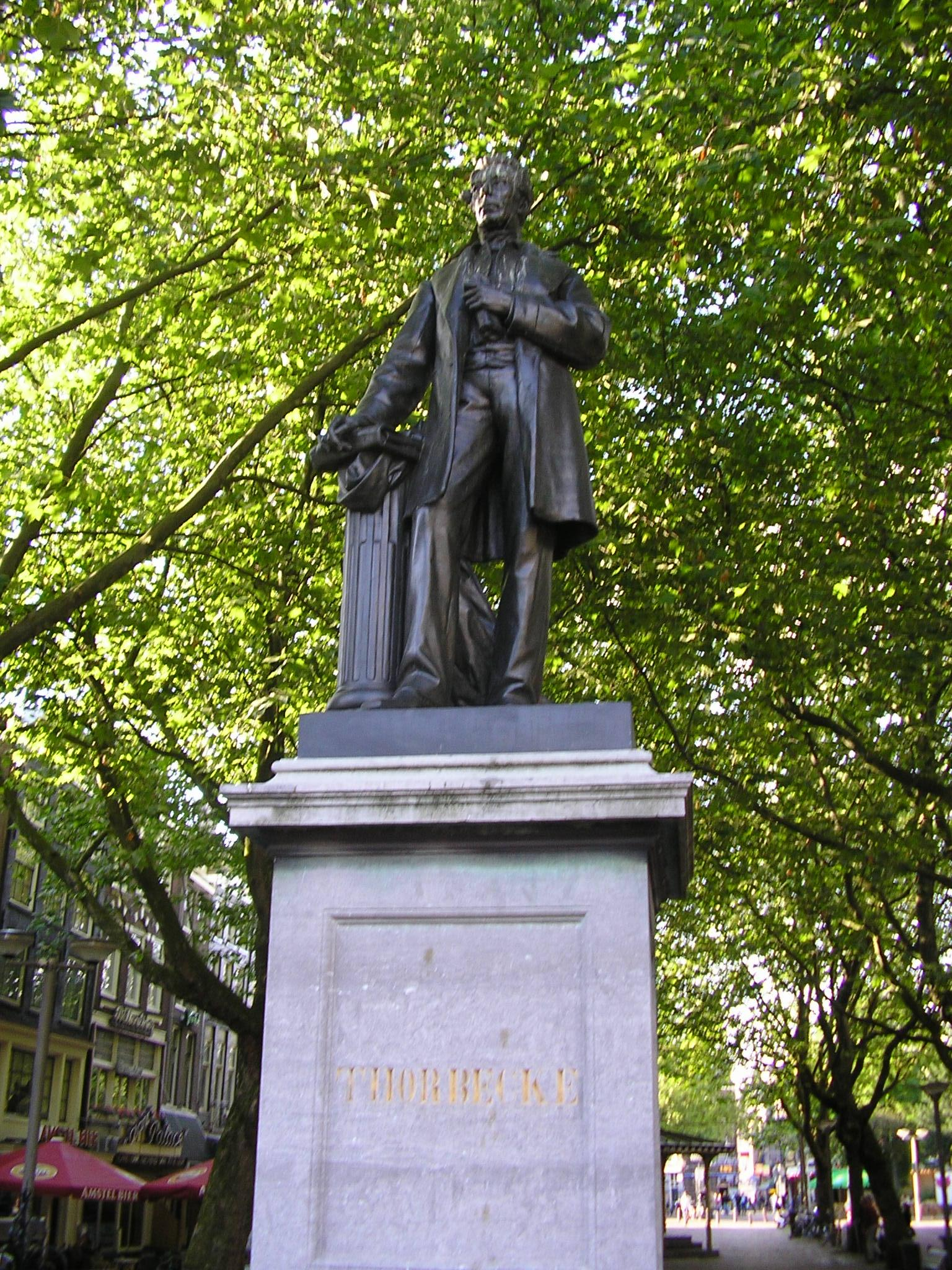
Het beeld van Thorbecke

Godverdomme Kermis moet er wezen, Kermis moet er zijn,

Anders slaan wij bij den Burgemeester de ruiten kort en klein
In dit vers werden expliciet drie bedreigingen geuit: het beeld van Thorbecke, nog maar net geplaatst, moest van zijn sokkel getrokken worden, de burgemeester moest een straf ondergaan en vernielingen zouden worden uitgevoerd.
Burgemeester Den Tex had de problemen zien aankomen en had al enkele maatregelen genomen. Zo waren er roosters van de politie aangepast en was de hulp gevraagd van het leger. In de kazerne bij Amsterdam waren 200 infanteristen en 60 huzaren extra gelegerd, en in het Paleis op de Dam bevonden zich nog eens 40 huzaren, die via een telegraafverbinding rechtstreeks in contact stonden met de kazerne.

## Het oproer

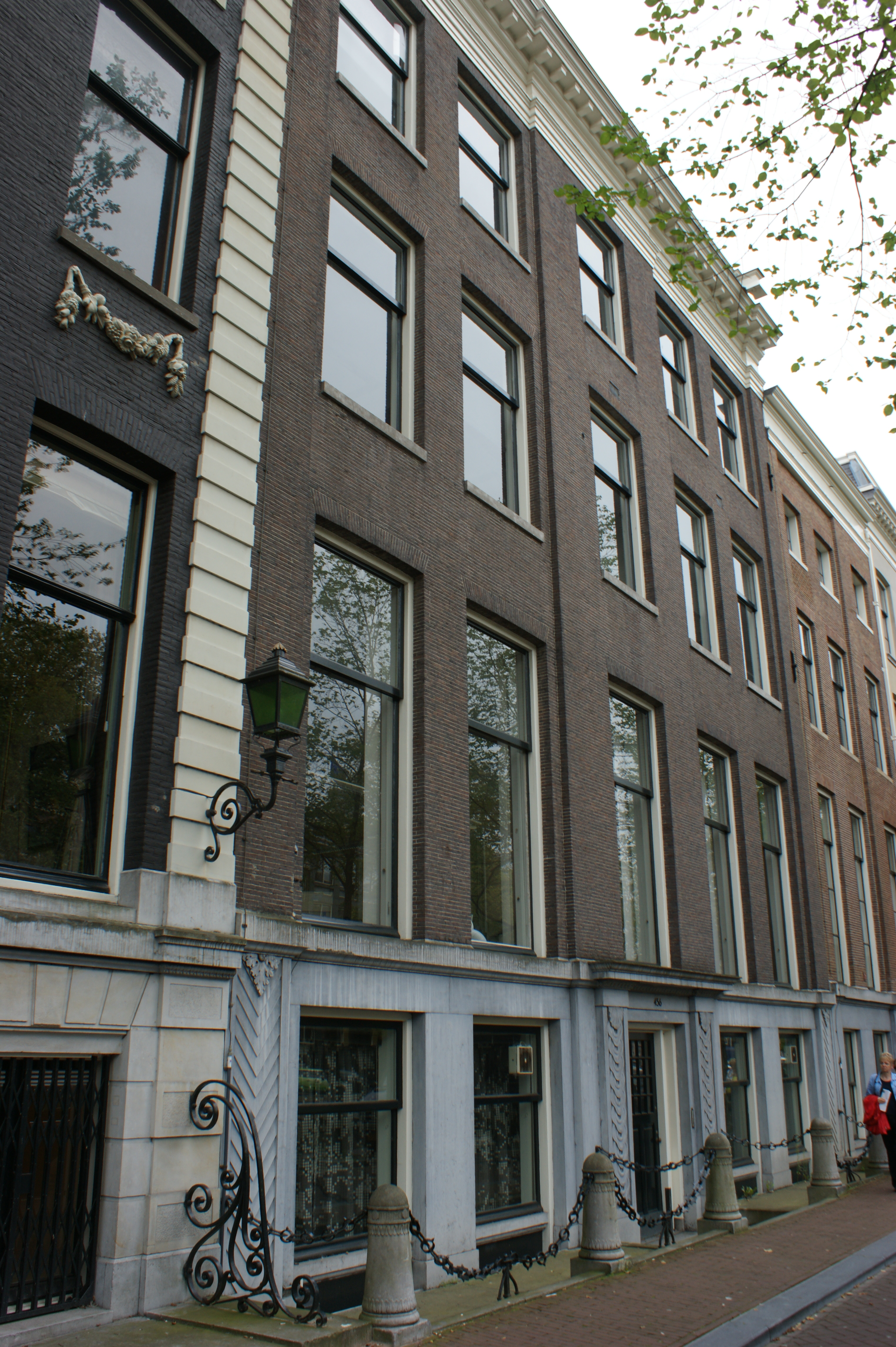
De burgemeesterswoning in de Gouden Bocht

Op de avond van 11 september 1876 trokken ongeveer 300 oproerkraaiers naar de ambtswoning van de burgemeester aan de Herengracht 456. De burgemeester was echter op tijd vertrokken. Daarop moesten de ruiten in het huis het ontgelden, waarna de groep huishield in de binnenstad (Kalverstraat, Rokin en Paleisstraat).
De volgende dagen hield het oproer aan, maar werd door de politie en het leger hardhandig neergeslagen. Het leger had op verzoek van de burgemeester nog versterkingen gekregen, en in andere delen van het land stonden legeronderdelen paraat om eventueel assistentie te verlenen. Vooral het optreden van de huzaren werd later omschreven als “overdreven hardhandig”.
Op 15 september slaagden politie en leger erin de rust in de stad te herstellen en kon de schade worden opgemaakt. Afgezien van de grote materiële schade was er één dode te betreuren, vielen er tientallen gewonden –waaronder enkele zeer ernstig- en werden er honderden mensen gearresteerd.

## Nasleep
Het was niet het afschaffen van de kermis maar het optreden van de autoriteiten tijdens het neerslaan van het oproer dat na 15 september 1876 de opkomende socialistische beweging onder leiding van Klaas Ris aanzette om protest aan te tekenen. Via brieven, gericht aan het stadsbestuur en zelfs aan koning Willem III, werd aangedrongen op een onderzoek naar het optreden van leger en politie. Op 2 oktober 1876 vond een gerechtelijk onderzoek plaats, waarbij 129 getuigen werden gehoord. Na de verhoren werd duidelijk dat het optreden van de autoriteiten in veel gevallen niet gerechtvaardigd was, maar er werden geen veroordelingen uitgesproken.
In 1877 besloot Klaas Ris samen met twee medestanders alsnog het aftreden van de burgemeester af te dwingen door naar de halfjaarlijkse audiëntie van koning Willem III op het Paleis op de Dam te gaan. Met zijn woorden of die niet kon zorgen dat de 'volksverneuker' Den Tex zou worden ontslagen riep hij de woede op van de vorst, die het gezelschap liet verwijderen.

## Trivia

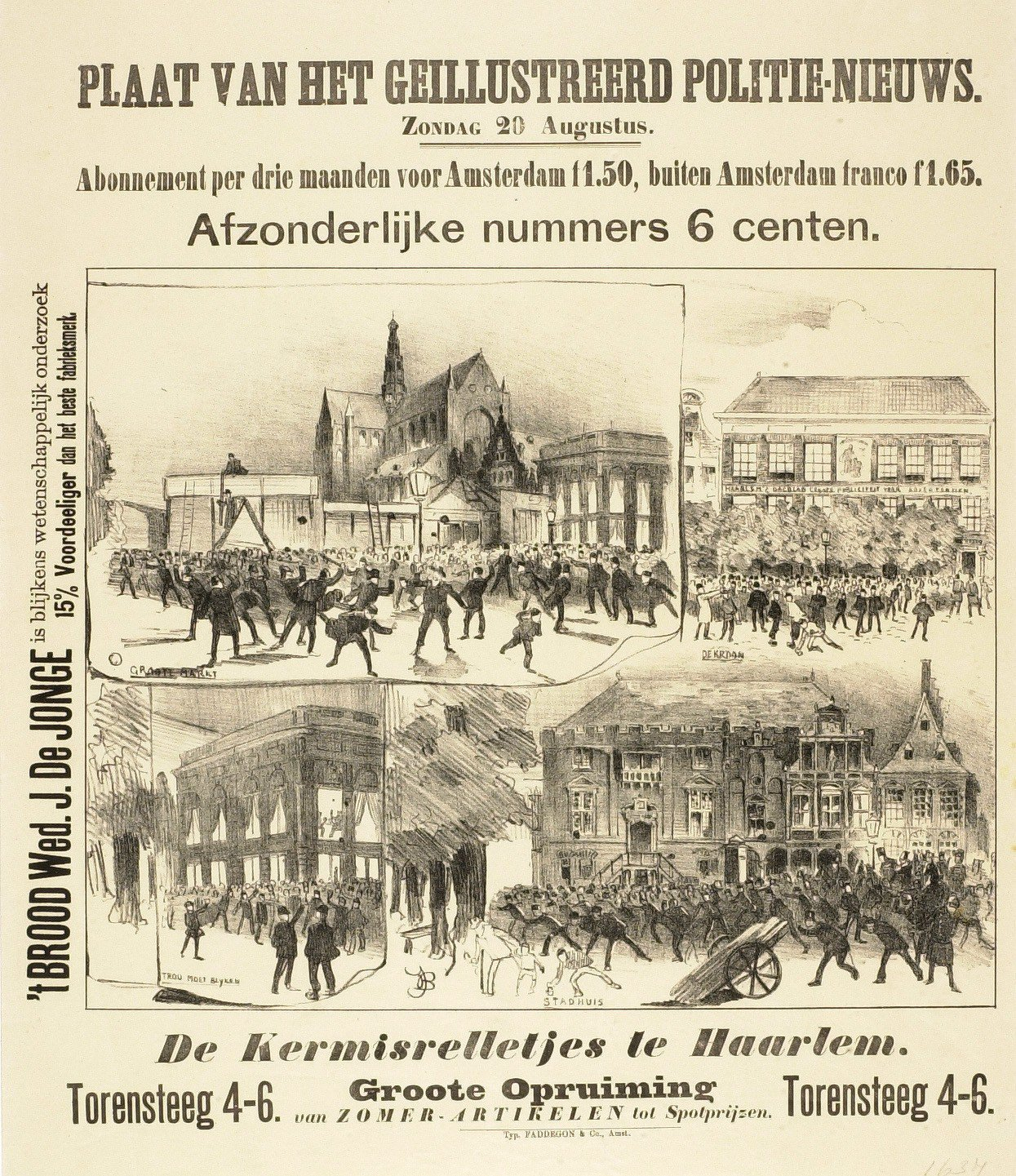
Kermisrelletjes in het Geïllustreerd politie-nieuws

In de geschiedenis zijn er meerdere gevallen bekend waarbij het afschaffen van de kermis aanleiding gaf tot een oproer:
- 1854, Naaldwijk:

Vooral door het manmoedige optreden van de burgemeester werd de opstand onderdrukt.
- 1871, Zaandam:

Ook hier werd het afschaffen van de kermis beschouwd als het afnemen van het enige vermaak voor de werkende klasse. De werkelijke reden voor het afgelasten was een pokkenepidemie, veroorzaakt door de Frans-Duitse oorlog. Ook hier werd bij de onderdrukking het leger ingezet, wat de situatie alleen maar deed escaleren. Naar aanleiding van deze rellen trad de burgemeester wel af.
- 1893, Veenendaal:

Op verzoek van de gereformeerde kerk werd hier de kermis afgelast en de rellen die hierop volgden werden onderdrukt door politie en marechaussee.
- 1893, Haarlem:

Naar aanleiding van de kermisverkorting breken “kermisrelletjes” uit op de Haarlemse Grote Markt.
- 1899, Hilversum:

Ook tijdens dit oproer werd het leger ingezet, wat een averechts effect had.